# جوليان شفينجر
جوليان شفينجر (بالإنجليزية: Julian Schwinger)‏ هو فيزيائي أمريكي. حصل على جائزة نوبل للفيزياء عام 1965 ، وشاركه في الجائزة العالم الياباني سين توموناجا و العالم الأمريكي ريتشارد فاينمان.

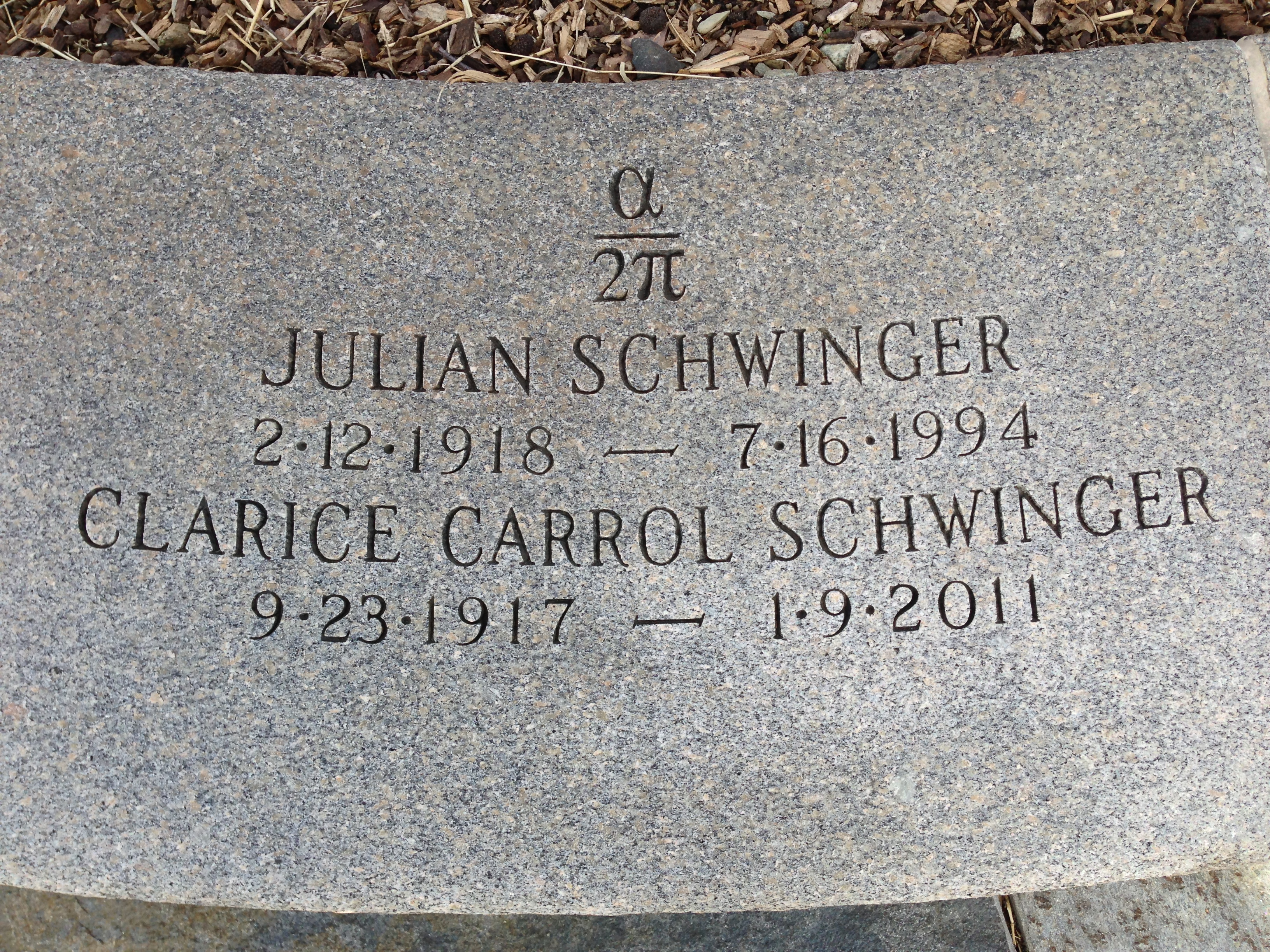
قبر جوليان شوينغر في جبل. مقبرة أوبورن في كامبريدج، ماساتشوستس.

ولد جوليان شفينجر في 12 فبراير 1918، وتوفي في 16 يوليو 1994. ومن أهم انجازاته العلمية بحوثه في مجال إلكتروديناميكا الكم ، وتطويره لنظرية الاختلال relativistic perturbation theory وتكملتها بالنظرية النسبية.

## روابط خارجية
- جوليان شفينجر على موقع الموسوعة البريطانية (الإنجليزية)
- جوليان شفينجر على موقع مونزينجر (الألمانية)
- جوليان شفينجر على موقع إن إن دي بي (الإنجليزية)